# Đakovo
Đakovo er en by i det østlige Kroatien med et indbyggertal på ca. 23.577 (2021) indbyggere. Byen ligger i området Slavonien.